# 南奈阿克 (紐約州)
南奈阿克（英語：South Nyack）是位於美國紐約州羅克蘭縣的普查規定居民點。

## 人口
根據2020年美國人口普查的數據，南奈阿克的面積為4.35平方千米，當中陸地面積為1.56平方千米，而水域面積為2.79平方千米。當地共有人口2699人，而人口密度為每平方千米620.46人。